# The Trap (Fallout)
"The Trap" es el sexto episodio de la primera temporada de la serie de televisión de drama posapocalíptica estadounidense Fallout. El episodio fue escrito por el coproductor ejecutivo Karey Dornetto y dirigido por Frederick E.O. Toye. Fue lanzado en Amazon Prime Video el 10 de abril de 2024, junto con el resto de la temporada.
La serie describe las consecuencias de una guerra nuclear apocalíptica en una historia alternativa de la Tierra donde los avances en la tecnología nuclear después de la Segunda Guerra Mundial condujo al surgimiento de una sociedad retrofuturista y a una posterior guerra por los recursos. Los supervivientes se refugiaron en refugios nucleares conocidos como Vaults, construidos para preservar a la humanidad en caso de una aniquilación nuclear. En este episodio, Lucy y Maximus descubren más sobre el Refugio 4, mientras se explora el pasado de Howard.
El episodio recibió críticas muy positivas de los críticos, quienes elogiaron las secuencias de flashback y el guion.

## Trama
En un flashback, Howard realiza un comercial para Vault-Tec presentando el Refugio 4. Después de filmar, le presentan a Bud Askins, un joven ejecutivo de Vault-Tec. Rápidamente a Howard no le cae en gracia Askins, ya que sus conexiones con West-Tek causaron que muchos de sus amigos y aliados murieran durante una batalla en Alaska, debido a un defecto en la servoarmadura T-45. En una fiesta, Howard habla con el actor inglés Sebastian Leslie, lamentando que su compromiso con Vault-Tec provocó que lo despidieran de una película. Sebastian, que vendió sus derechos de voz para usarlos en los robots Mr. Handy, sugiere que Howard deje Hollywood y "se convierta en un producto".
En el presente, Lucy y Maximus se encuentran en el Refugio 4 y conocen a Birdie, una superviviente de Shady Sands, y a Ben, el supervisor del refugio que para su sorpresa tiene un ojo como cíclope. Muchos de los residentes son de Shady Sands, y el Refugio 4 abre sus puertas a cualquiera que esté en la superficie. Si bien Lucy sugiere tener relaciones sexuales con Maximus, su entrenamiento en la Hermandad le hizo perder interés en el sexo, además de causarle confusión sobre ciertos detalles. Mientras Maximus disfruta de los beneficios de su nuevo hogar, Lucy decide explorar el área y Ben le dice que algunos de los habitantes son víctimas de una mutación. Descubre un salón de clases y despliega una bandera de la República de Nueva California.
Al despertar en el supermercado, el Ghoul es capturado por un grupo que dice ser"the Governmint". Lo llevan ante su líder, Sorrel Booker, quien sugiere trabajar con él. El Ghoul traiciona a la pandilla y los mata. Al salir, se sorprende al encontrar un cartel de recompensa de Moldaver. Esto lo lleva a un recuerdo a los días anteriores a la guerra, donde Howard, tras tener una discusión con Barb sobre los reales motivos de su trabajo en Vault-Tec, se reúne con un amigo en una reunión encubierta para discutir una conspiración detrás de Vault-Tec. Conoce a la anfitriona, que resulta ser una Moldaver más joven.
De vuelta en el Refugio 4, Lucy se sorprende cuando ve a los habitantes realizar un ritual en el que se desnudan, se cubren de cenizas y beben sangre, adorando a Moldaver como "la Madre Flama". Desciende al nivel prohibido 12 y descubre que se experimenta con los habitantes regularmente. Ve un vídeo de una mujer dando a luz a pirañas para luego ser consumida por ellos, y también descubre varias cápsulas criogénicas para dormir. Birdie y otros habitantes del Refugio la capturan mientras Maximus mira felizmente la televisión en su habitación, disfrutando de lujos que no había conocido en la superficie.

## Producción

### Música
La partitura está compuesta por Ramin Djawadi.  El episodio contó con las canciones "Theme from A Summer Place" de Percy Faith, "Lonely Hours" de Gene Armstrong and His Texas Nite Hawks, "Summer in Love" de I Marc 4, "Give Me the Simple Life" de June Christy, "Skitter Skatter" de Metrotones y "I'm Tickled Pink" de Jack Shaindlin. 

## Lanzamiento
El episodio, junto con el resto de la temporada, se estrenó el 10 de abril de 2024 en Amazon Prime Video.  Originalmente, la temporada estaba programada para estrenarse el 12 de abril de 2024. 

## Recepción de la crítica
"The Trap" recibió críticas muy positivas por parte de la crítica. William Hughes de The A.V. Club le dio al episodio una calificación de "B+" y escribió: ""The Trap", entonces, es una mezcla. Los máximos son muy altos. Pero también son esporádicos en un episodio con una buena cantidad de tiempo de inactividad y que a veces parece que está marcando el tiempo para revelaciones aún más impactantes que se avecinan. Aún así, es un episodio de televisión en el que Matt Berry dice que "vendió sus derechos vocales sobre ese robot giratorio que venden a amas de casa y pervertidos". Entonces, ya sabes, no podemos ser tan duros con esto".
Jack King de Vulture le dio al episodio una calificación perfecta de 5 estrellas sobre 5 y escribió: "De relleno a asesino, fue un episodio bastante denso. Desde revelaciones importantes en las líneas de tiempo anteriores y posteriores a la guerra, hasta algunas cosas bastante insidiosas que sucedieron". en el Refugio 4, hasta Walton Goggins manteniendo la rudeza marcada hasta el 11".
Sean T. Collins de Decider escribió: "Aunque está lejos de ser un episodio de televisión perfecto (si nunca vuelvo a ver esa maldita combinación de colores azul y naranja en una pantalla de televisión, será demasiado pronto), este es un episodio muy bien estructurado. Tanto Coop en el pasado como Lucy en el presente atraviesan el mismo lento viaje de aterrorizada desilusión. Ambos se están dando cuenta de que la sociedad que los convirtió en las personas que son, en la que creen, por la que trabajaron y lucharon, incluso asesinados, es una sociedad enferma, no saludable. ¿En qué los convierte eso?".  Ross Bonaime de Collider le dio al episodio un 8 sobre 10 y escribió: "A medida que comenzamos a aprender más sobre la infraestructura del mundo y obtenemos algunas respuestas, surgen aún más preguntas, pero no de una manera que sea frustrante o confusa. En cambio, simplemente queremos involucrarnos aún más con este universo para aprender y comprender que el Episodio 6 es un ejemplo de Fallout en su máxima expresión, a través de sus experiencias antes de las bombas y lo que está pasando bajo tierra ahora". 
Joshua Kristian McCoy de Game Rant le dio al episodio una calificación de 3,5 estrellas sobre 5 y escribió: ""The Trap" mantiene el alto estándar de calidad visto en todos los demás episodios de Fallout. Sus extrañas digresiones, algunas de las cuales no funcionan, siéntete como misiones secundarias a medio formar en uno de los juegos. Cada nueva revelación prepara el escenario para algo más emocionante. Cada nuevo dominio aumenta las apuestas. Fallout es una de las mejores adaptaciones de videojuegos en la pantalla chica sin lugar a dudas. Cuando llega el momento, el espectáculo no muestra signos de desaceleración". Greg Wheeler de The Review Geek le dio al episodio una calificación de 4 estrellas sobre 5 y escribió: "Por desgracia, la trama se complica. Parece que el Refugio 4 esconde más de unos pocos sorprendidos impactantes y el Nivel 12 parece el lugar donde convertir a los habitantes de la superficie en monstruos o mutar a los que están dentro de la Bóveda para que sigan cumpliendo. De cualquier manera, el misterio de las Bóvedas es en parte lo que hace que este programa funcione tan bien".